# Casa Bara

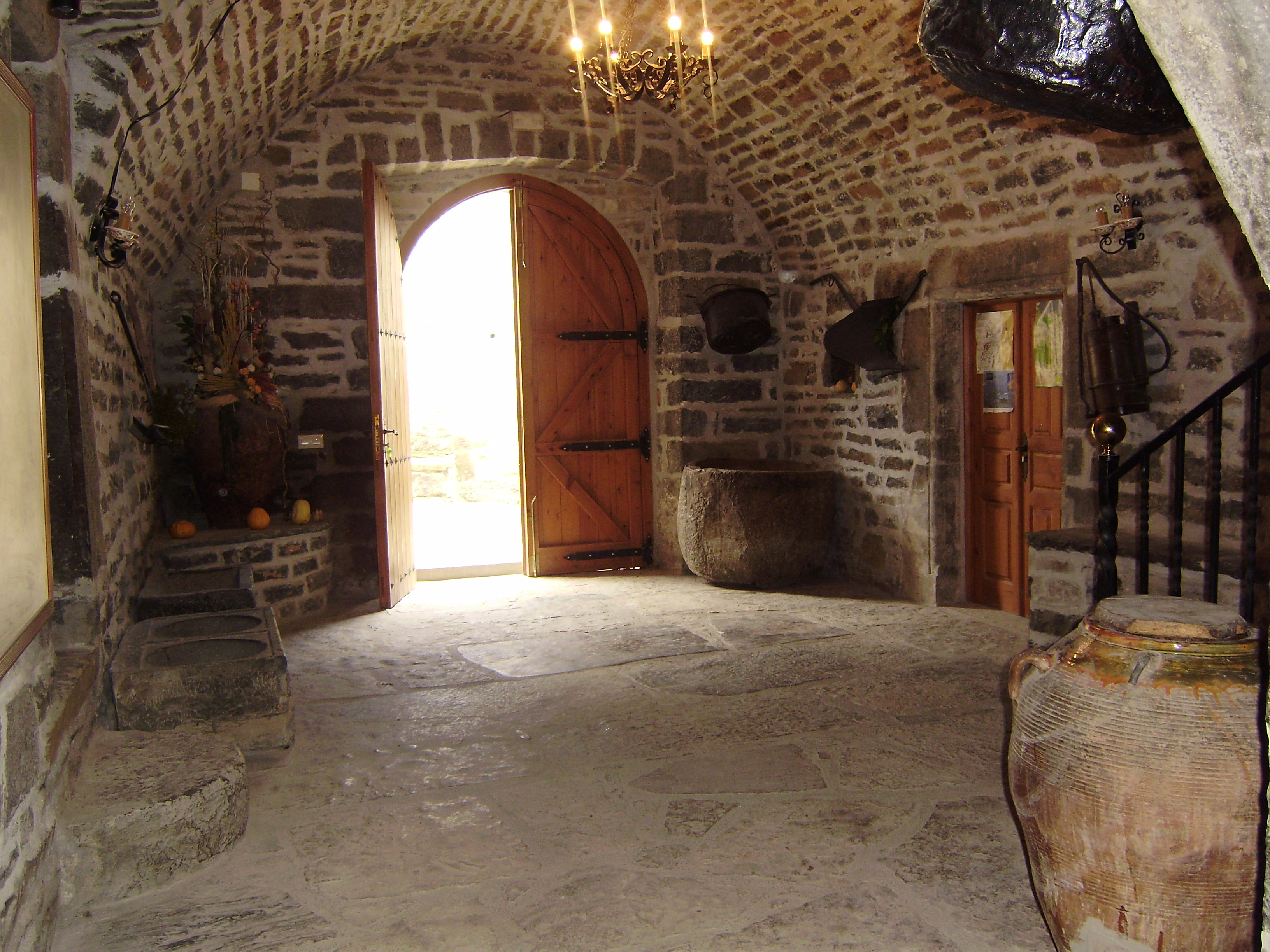
Patio interior de la vivienda decorado con útiles de labranza.

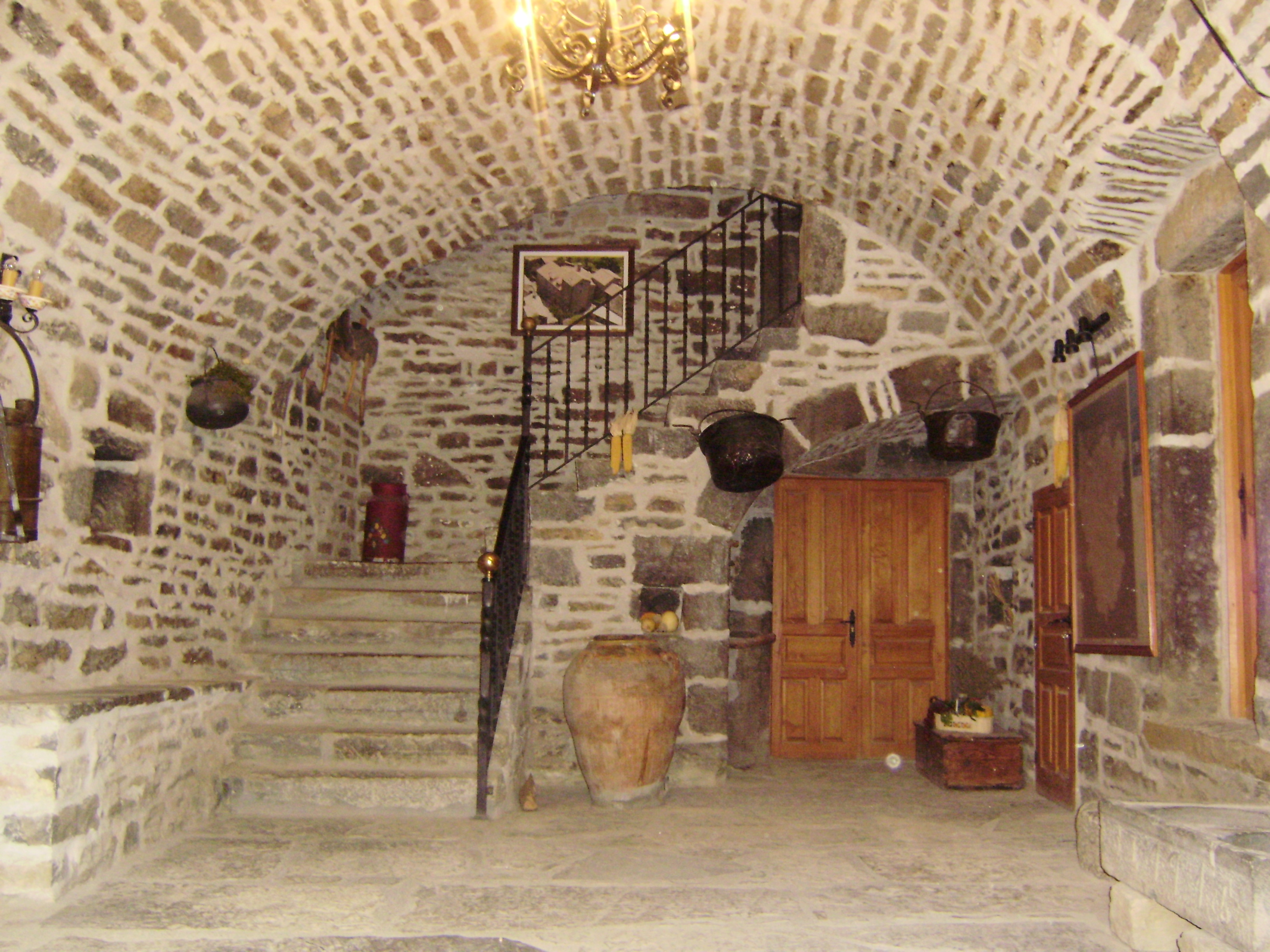
Acceso al piso superior por escalera decorada con enseres antiguos.

La Casa Bara es una casa torreada, declarada bien de interés cultural por el Gobierno de Aragón, se encuentra en el extremo de la única calle del barrio del Grado, en Guaso (comarca de Sobrarbe) junto a otras dos casas torreadas: Casa Pallás y Casa Juan Broto.
Esta caseron de grandes dimensiones y de planta rectangular con una torre cuadrada de mayor altura en uno de sus extremos se encuentra muy reformada y alterada, por lo que a pesar de su interés original, son escasos los elementos a destacar en la actualidad. 
El acceso a la vivienda se realiza mediante un macizo arco de medio punto.
La torre se encuentra situada en el extremo oeste de la casa y con acceso desde el interior de la vivienda, tiene planta cuadrada y cuatro plantas. Conserva dos vanos originales y numerosas aspilleras. Presenta además una ventana, enmarcada por bloques monolíticos decorados por molduras. En la actualidad esta casona está destinada a turismo rural.